# Église Saint-Jean-Glavosek de Zabrega
Pour les articles homonymes, voir Église Saint-Jean.
L'église Saint-Jean-Glavosek de Zabrega (en serbe cyrillique : Црква Св. Јована Главосека у Забреги ; en serbe latin : Crkva Sv. Jovana Glavoseka u Zabregi) est une église orthodoxe serbe située à Zabrega, dans la municipalité de Paraćin et dans le district de Pomoravlje en Serbie. Elle est inscrite sur la liste des monuments culturels de grande importance de la république de Serbie (identifiant no SK 275).

## Présentation

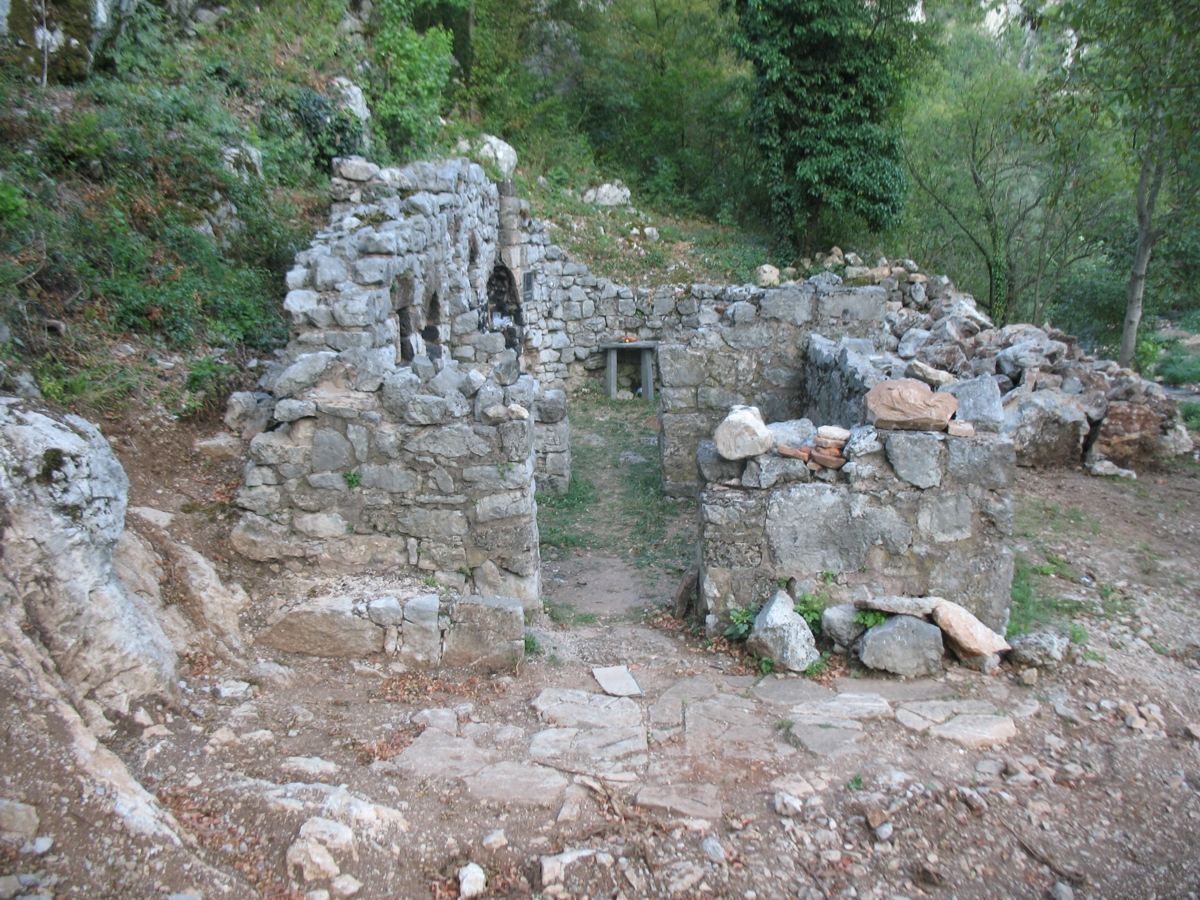
Autre vue de l'église.

L'église, qui fait partie d'un ensemble monastique médiéval, se trouve sur la rive gauche de la rivière Crnica, au pied de la forteresse de Petrus. Aucun document historique ne donne d'informations précises à propos de sa fondation mais on suppose qu'elle a été construite à la fin du XIVe siècle ou au début du XVe siècle.

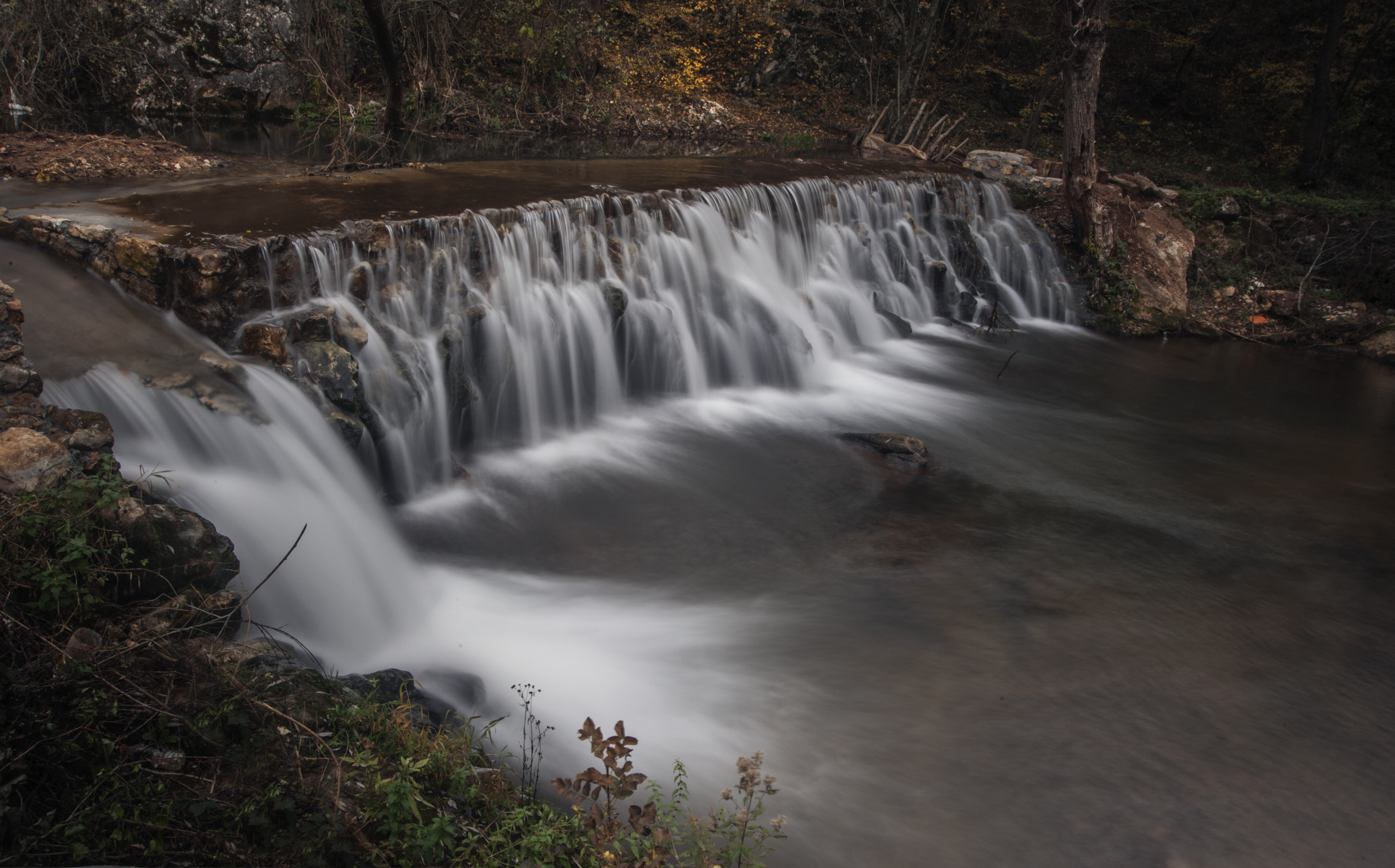
Une chute d'eau sur la Crnica près de l'église.

L'église s'inscrit dans un plan rectangulaire et mesure 11 m de long sur 4,4 m de large ; elle était dotée de voûtes demi-sphériques en tuffeau. Les murs sont conservés sur une hauteur de 1,50 m à 2,90 m ; ils sont construits en pierres concassées et en tuffeau mêlés de mortier de chaux ; leur épaisseur est de 1,10 m, avec de nombreuses niches dans la paroi nord. Une niche dans la zone de l'autel servait pour la proscomidie. Plus tardivement, un narthex presque carré a été ajouté à l'édifice, qui porte les traces d'un porche. Une inscription sur une pierre préservée indique que l'église a été reconstruite en 1520.
Comme toutes les églises de la région, celle de Zabrega relève du style de l'école moravienne.
Dans le cadre des projets de l'Institut pour la protection de Kragujevac, des fouilles archéologiques ont été conduites en 2010 et 2011 sur le parvis de l'église. À l'ouest et au sud de l'église ont été mis au jour deux bâtiments qui abritaient chacun deux espaces ; ils étaient construits sur deux niveaux en suivant la configuration du terrain qui descend jusqu'à la rivière Crnica. On y trouvit des cellules, un réfectoire et un espace à usage économique. L'ensemble monastère était entouré d'un mur, plusieurs fois reconstruit, qui le protégeait des eaux de la rivière.

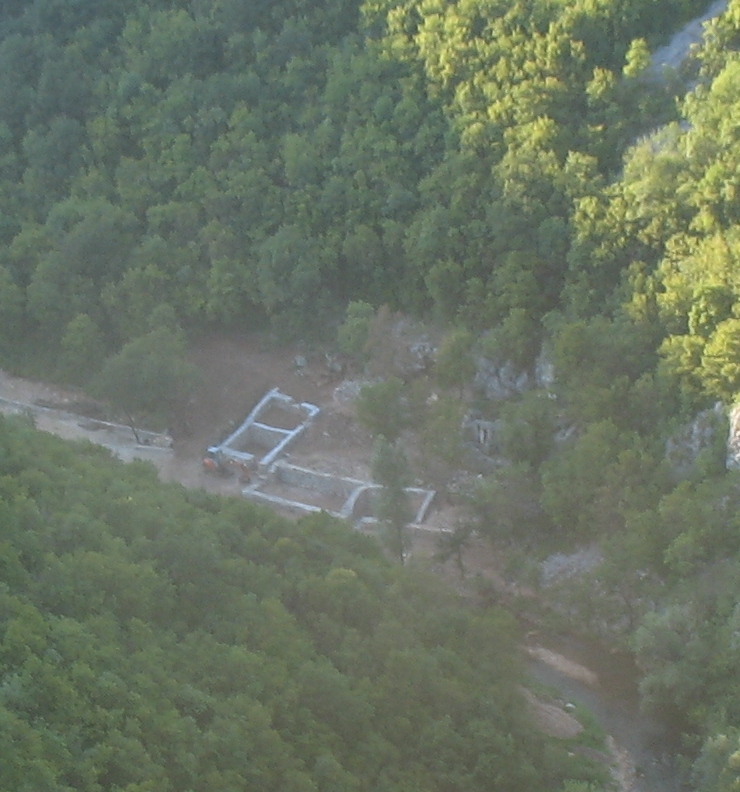
Les ruines vues depuis la forteresse de Petrus.